# Parapolyacanthia assimilis
Parapolyacanthia assimilis är en skalbaggsart som beskrevs av Stefan von Breuning 1955. Parapolyacanthia assimilis ingår i släktet Parapolyacanthia och familjen långhorningar. Inga underarter finns listade i Catalogue of Life.